# Dumpín
Dumpín (llamada oficialmente Santalla de Dumpín) es una parroquia española del municipio de Castro de Rey, en la provincia de Lugo, Galicia.

## Otras denominaciones
La parroquia también es conocida por el nombre de Santa Eulalia de Dumpín.

## Organización territorial
La parroquia está formada por cuatro entidades de población:
- As Casas Novas
- A Golpilleira
- Bagoi
- Santalla do Medio

## Demografía
| Gráfica de evolución demográfica de Dumpín entre 2000 y 2019 |
|                                                              |
| Datos según el nomenclátor publicado por el INE.             |